# RTP4
RTP4 (англ. Receptor transporter protein 4) – білок, який кодується однойменним геном, розташованим у людей на 3-й хромосомі. Довжина поліпептидного ланцюга білка становить 246 амінокислот, а молекулярна маса — 27 863.
| 10         |  | 20         |  | 30         |  | 40         |  | 50         |
| ---------- |  | ---------- |  | ---------- |  | ---------- |  | ---------- |
| MVVDFWTWEQ |  | TFQELIQEAK |  | PRATWTLKLD |  | GNLQLDCLAQ |  | GWKQYQQRAF |
| GWFRCSSCQR |  | SWASAQVQIL |  | CHTYWEHWTS |  | QGQVRMRLFG |  | QRCQKCSWSQ |
| YEMPEFSSDS |  | TMRILSNLVQ |  | HILKKYYGNG |  | TRKSPEMPVI |  | LEVSLEGSHD |
| TANCEACTLG |  | ICGQGLKSCM |  | TKPSKSLLPH |  | LKTGNSSPGI |  | GAVYLANQAK |
| NQSAEAKEAK |  | GSGYEKLGPS |  | RDPDPLNICV |  | FILLLVFIVV |  | KCFTSE     |

A: Аланін

C: Цистеїн

D: Аспарагінова кислота

E: Глутамінова кислота

F: Фенілаланін

G: Гліцин

H: Гістидин

I: Ізолейцин

K: Лізин

L: Лейцин

M: Метіонін

N: Аспарагін

P: Пролін

Q: Глутамін

R: Аргінін

S: Серин

T: Треонін

V: Валін

W: Триптофан

Локалізований у мембрані.